# Vrančice
Vrančice (deutsch Wrantschitz) ist eine Gemeinde in Tschechien. Sie liegt neun Kilometer südlich von Příbram und gehört zum Okres Příbram.

## Geographie
Vrančice befindet sich im Hügelland Příbramská pahorkatina. Nördlich erheben sich der Machačov (571 m) und der Vranč (608 m), im Westen die Bukovká (550 m). Östlich von Vrančice verläuft die Staatsstraße I/4 zwischen Příbram und Strakonice.
Nachbarorte sind Lešetice, Milín und Kojetín im Norden, Kotalík und Rtišovice im Nordosten, Životice im Osten, Mýšlovice, Čmín, Pečice, Hvižďour und Zbenice im Südosten, Těchařovice, Kletice, Svojšice, Tušovice und Tušovičky im Süden, Hořejany, Podtochovice und Tochovice im Südwesten, Ostrovský Mlýn und Ostrov im Westen sowie Hora, Kamenná und Lazsko im Nordwesten.

## Geschichte
Archäologische Funde belegen eine frühzeitliche Besiedlung der Gegend. Der Březnicer Lehrer František Josef Hykeš entdeckte 1897 im ehemaligen Gemeindewald am Steinbruch bei Hořejany ein Brandgräberfeld aus der späten Hallstattzeit. Beim Bau der Straße zwischen Hořejany und Vrančice wurde 1949 am Abzweig des Weges nach Těchařovice ein slawisches Hügelgrab mit drei Skeletten und reichen Beigaben sowie drei weitere Körpergräber aufgefunden. Bei Mýšlovice wurden 1976 und 1989 bei Ausgrabungen Reste einer späthallstattzeitlichen Siedlungsstätte gefunden. Bei Životice wurde eine Siedlungsstätte der Latènezeit entdeckt.
Die erste schriftliche Erwähnung des Dorfes Wrantsicz erfolgte 1253 als Besitz der Kreuzherren mit dem Roten Stern. Im Jahre 1333 verkaufte der Orden das Gut an Přibík von Obděnice. Nachfolgender Besitzer war Hynek von Jedlá, von dem das Gut 1357 wieder den Kreuzherren zufiel. Im Jahre 1367 wurde das Dorf als Wranecz bezeichnet. König Sigismund verpfändete 1421 die Einkünfte aus Vrančice an das Prager Spital. 1457 erwarb Peter Zmrzlík von Schweißing der Jüngere Vrančice und schlug es seinem Gut Tochovice zu. Die Zmrzlík von Schweißing hielten Tochovice bis 1515, danach erwarb Oldřich Vranovský von Valdek das Gut. Später fiel es den Benediktinern vom Kloster Ostrov und Svatý Jan pod Skalou zu, deren Abt Placidus die Feste, den Hof und das Städtchen Tochovice mit den Dörfern Hořejany, Stará Voda, Horčapsko, Vrančice, Svojšice, Kletice und Důl sowie den Anteilen von Lisovice und Ostrov 1532 erblich an den obersten Münzmeister und Kreishauptmann von Podbrdy, Jan Trčka von Vitenec, verkaufte. 1548 erwarb der Vizekanzler Georg von Lockschan (Jiří z Lokšan) das verschuldete Gut Tochovice und schlug es seiner Herrschaft Březnice zu. Nachdem Kaiser Rudolf II. am 20. November 1579 Příbram zur Königlichen Bergstadt erhoben hatte, wurde auch die Route des Goldenen Steigs verändert und dieser von Březnice über Životice, Kojetín und Milín nach Příbram geführt. 1586 bestand das Dorf aus acht Anwesen. Bei der Teilung der Herrschaft Březnice von 1607 fiel Vrančice mit dem dritten Březnicer Anteil (Gut Tochovice) Wenzel Lockschan, Freiherr von Lockschan zu. Wegen seiner Teilnahme am Ständeaufstand von 1618 wurde Wenzel von Lockschan am 12. Dezember 1622 durch die Konfiskationskommission mit der Einziehung der Hälfte seines Vermögens bestraft. Das Gut Tochovice mit dem Vorwerkshof und dem Städtchen Tochovice sowie den Dörfern Ostrov, Vrančice, Kletice, Hořijany (Hořejany), Stará Voda, Horčapsko, Lisovice, Voslýn (Oslí) und Vacikov (Vacíkov) wurde 1623 zum Schätzwert von 23.381 Meißnischen Schock an den kaiserlichen Schätzungskommissar für die konfiszierten Güter in den altböhmischen Kreisen Prachin und Bechyn, Přibik Jenissek von Újezd († 1651), der auf gleichem Wege bereits Březnice erworben hatte, verkauft, wobei er die Kaufgelder für seine Güter an die Hofkammer nie bezahlt hat. Der Katholik betrieb mit Eifer die Rekatholisierung seiner Untertanen und holte sich zu deren Durchführung die Jesuiten nach Březnice. Im Jahre 1629 bestand Vrančice aus sieben Bauernwirtschaften, von denen eine wüst lag, sowie vier Chalupnern. In der berní rula von 1654 sind für Vrančice sieben Bauernwirtschaften, darunter eine verdorbene und eine wüste, sowie zwei Häusler ausgewiesen. Mit dem Tode von Johann Joseph von Újezd erlosch 1728 das Geschlecht der Freiherren von Újezd im Mannesstamme. Das Erbe, die Allodialherrschaft Březnitz sowie die Fideikommissherrschaft Hradischt im Pilsner Kreis, fiel dem Reichsgrafen Wilhelm Albrecht Kolowrat-Krakowsky unter der Bedingung der Einverleibung des Wappens sowie der Weiterführung des Titels Freiherr von Ugezd zu. Bei der Einführung der Hausnummern im Jahre 1770 wurden in Vrančice 20 Häuser gezählt. In den Jahren 1805 bis 1835 wurde entlang des alten Goldenen Steigs die Passauer Kaiserstraße angelegt, auf deren Trasse heute die Staatsstraße I/4 verläuft.
Im Jahre 1840 bestand Wrantschitz / Wrančice aus 23 Häusern mit 126 Einwohnern. Im Ort gab es ein empytheutisches Wirtshaus und ein Jägerhaus. Südlich lag der Meierhof Dol. Pfarrort war Sliwitz (Slivice). Bis zur Mitte des 19. Jahrhunderts blieb das Dorf zur Allodialherrschaft Březnitz untertänig. Letzter feudaler Grundherr war Johann Graf Kolowrat-Krakowsky.
Nach der Aufhebung der Patrimonialherrschaften bildete Vrančice / Wrančitz ab 1850 eine Gemeinde in der Bezirkshauptmannschaft und dem Gerichtsbezirk Březnitz. Auf der Grundlage des Gesetzes, womit die grundsätzlichen Bestimmungen zur Regelung des Gemeindewesens vorgezeichnet werden von 1862 schloss sich Vrančice im Zuge der landesweiten Konsolidierungwelle mit Beginn des Jahres 1864 an die Marktgemeinde Tochovice an. Seit 1868 gehörte Vrančice zum Bezirk Blatná. Im Jahre 1869 lebten in den 23 Häusern von Vrančice 139 Menschen. 1877 lösten sich Vrančice und Ostrov von Tochovice los und bildeten die Gemeinde Vrančice. Am 20. April 1919 beschloss die Gemeindevertretung die Trennung der Gemeinde in die Gemeinden Ostrov und Vrančice zum Beginn des Jahres 1920.
1930 bestand Vrančice aus 25 Häusern und hatte 126 Einwohner. Im Jahre 1949 wurde die Gemeinde aus dem Okres Blatná in den Okres Příbram umgegliedert. Zum 1. Januar 1953 wurden die Ortsteile Těchařovice und Životice der Gemeinde Zbenice nach Vrančice umgemeindet. 1960 kam der Ortsteil Mýšlovice hinzu, der zuvor ebenfalls zu Zbenice gehört hatte. Am 1. Januar 1980 wurde Vrančice mit seinen Ortsteilen nach Milín eingemeindet. Vrančice und Životice lösten sich am 24. November 1990 wieder von Milín los und bildeten die Gemeinde Vrančice, der sich am 23. Januar 1992 auch Mýšlovice anschloss. Der Ortsteil Vrančice bestand im Jahre 2002 aus 32 Häusern, in denen 59 Personen lebten.

## Bergbau
Vrančice gehörte zum südlichen Teil des Příbramer Bergreviers. In den Hügeln westlich und nordwestlich des Dorfes befinden sich stillgelegte Bergwerke.
1832 wurde hier das Mineral Stromeyerit und 1981 auf der Halde der Grube Alexander das Mineral Čechit entdeckt.

## Gemeindegliederung
Die Gemeinde Vrančice besteht aus den Ortsteilen Mýšlovice (Mischlowitz), Vrančice (Wrantschitz) und Životice (Schiwotitz) sowie den Einschichten Čmín (Ginin), Hora und Pazderna.

## Sehenswürdigkeiten
- Kapelle in Životice